# Avvio dei Macintosh
La sequenza di avvio dei Macintosh include alcuni test sull'hardware e può restituire il segnale acustico di avvio, l'Happy Mac, il Sad Mac e i Chimes of death. Il suono è abilitato di default, ma può essere disabilitato dalle preferenze di sistema a partire da macOS Big Sur.

## Segnale acustico di avvio
Il segnale acustico di avvio viene riprodotto subito dopo l'accensione e prima di provare ad avviare un sistema operativo. Indica che il power-on self-test eseguito immediatamente all'avvio non ha rilevato gravi problemi hardware o software. Il suono dipende dalle ROM e può essere notevolmente diverso a seconda del modello Macintosh. Nei primi tre Macintosh è un semplice "bip" ad onda quadra, mentre tutti i successivi sono degli accordi.
Mark Lentczner ha creato il software che riproduce l'accordo arpeggiato nel Macintosh II. Variazioni di questo suono furono implementate finché Jim Reekes non creò il suono di avvio utilizzato sui Macintosh Quadra dal 700 all'800, dichiarando: "Il suono di avvio è stato realizzato nel mio studio di casa su una Korg Wavestation EX. È un accordo di Do maggiore, suonato con entrambe le mani distese il più possibile (con la terza in alto, se ricordo bene)." Ha creato il suono perché era infastidito da quello a tre toni, troppo spesso associato al suono di crash. Ricorda che Apple non gli diede il permesso di cambiare il suono, lo inserì segretamente nella ROM con l'aiuto degli ingegneri. Quando Apple lo scoprì, si rifiutò di cambiarlo, utilizzando varie affermazioni per mantenere intatto il nuovo suono. È anche il creatore dell'iconico (o "earconic", come lo chiama lui) "bong" suono di avvio nella maggior parte dei Macintosh a partire dal Quadra 840AV. Una versione leggermente più bassa di questo suono è presente in tutti i Power Macintosh PCI Express fino all'iMac G3. Il Macintosh LC, LC II e Macintosh Classic II non utilizzano il suono di Reekes, ma utilizzano un accordo di Fa maggiore che produce semplicemente un suono "ding". Anche la prima generazione di computer Power Macintosh non utilizza il suono Reekes, ma utilizza invece un accordo strimpellato su una chitarra a 12 corde Yamaha dal chitarrista jazz Stanley Jordan. Inoltre, i computer Power Macintosh 5200-6300 (esclusi i 5400 e 5500, che hanno il suono del "bong" come quello dei Power Mac basati su PCI) utilizzano un suono unico, che si trova anche negli spot televisivi del Power Macintosh e sulle serie PowerBook dal 1995 al 1998, mentre il Twentieth Anniversary Macintosh utilizza un altro suono unico.
Per i modelli costruiti prima dell'introduzione del Power Macintosh nel 1994, il fallimento dei test autodiagnostici iniziali risulta in un'icona Sad Mac, un codice di errore e suoni distintivi del Chime of Death.
Il suono per tutti i computer Mac dal 1998 all'inizio del 2016 è lo stesso utilizzato per primo nell'iMac G3. L'accordo è un accordo di fa diesis maggiore ed è stato prodotto modificando l'intonazione del suono dell'840AV. Dal 2012, il suono dell'avvio del Mac è un marchio registrato negli Stati Uniti, ed è presente nel film Pixar del 2008 WALL•E quando il personaggio robot titolare viene completamente ricaricato dal pannello solare termico, nonché nella canzone di Brad Paisley del 2007 Online.
A partire dal MacBook Pro di fine 2016, tutti i nuovi Mac sono stati venduti senza segnale acustico di avvio, con il Mac che esegue l'avvio silenzioso. Nel 2020 il segnale acustico di avvio è stato aggiunto su questi modelli con il rilascio di macOS Big Sur, che consente di attivarlo o disattivarlo dalle Preferenze di Sistema. Nella beta di macOS Big Sur 11.0.1 si è scoperto che il nuovo suono più basso è stato portato su tutti i Mac supportati più vecchi. In un aggiornamento del firmware incluso nell'aggiornamento di sicurezza di macOS Catalina 2020-001 e nell'aggiornamento di sicurezza di macOS Mojave 2020-007, il nuovo segnale acustico di avvio in Big Sur viene portato su tutti i Mac supportati da Big Sur, incluso l'iMac 2013 non supportato.

## Happy Mac
L'Happy Mac è la normale icona di boot (avvio) di un computer Apple Macintosh che esegue versioni precedenti del sistema operativo Mac. È stato progettato da Susan Kare negli anni '80, traendo ispirazione dal design della serie dei Macintosh classici e dal personaggio di Batman Due Facce. Il logo condivide anche alcune somiglianze con i volti del dipinto Due personaggi di Pablo Picasso del 1934 e con l'emblema del Bauhaus. L'icona è rimasta invariata per molti anni fino a quando essa e le relative icone non sono state aggiornate al colore a 8 bit. L'Happy Mac indica che l'avvio è iniziato con successo, mentre un Sad Mac (insieme ad una melodia "Chimes of Death" o uno o più segnali acustici) indica un problema hardware o software.
Quando un Macintosh si avvia nel sistema operativo Classic Mac OS (Mac OS 9 o versioni precedenti), il sistema riprodurrà il segnale acustico di avvio, lo schermo diventerà grigio e verrà visualizzata l'icona Happy Mac, seguita dalla splash screen "Benvenuto in Mac OS" (o la piccola schermata "Benvenuto in Macintosh" nel System 7.5 e versioni precedenti), che ha subito diversi cambiamenti stilistici, gli altri significativi includono una barra di avanzamento introdotta nel System 7.5 e le icone delle estensioni che appaiono in basso a sinistra. Le versioni Mac OS 8.6 e successive includono anche il numero di versione in questa schermata iniziale (ad esempio, "Mac OS 9" in grande testo nero).
Sui primi Mac privi di disco rigido, il computer si avvia fino al punto in cui si rende necessario caricare il sistema operativo da un floppy disk. Finché non viene inserito il disco corretto, il Mac visualizza l'icona di un floppy disk con un punto interrogativo lampeggiante. Nei Mac con una New World ROM, viene visualizzata l'icona di una cartella con un punto interrogativo che si trasforma ripetutamente nell'icona del Finder se non è possibile trovare una cartella di sistema o il file di un boot loader sul disco di avvio.
Con Mac OS X Puma è stato incluso un nuovo Happy Mac. Questa è anche l'ultima versione con l'icona Happy Mac; in Mac OS X Jaguar il simbolo Happy Mac è stato sostituito con il logo Apple. In Mac OS X Lion, il logo Apple è stato leggermente rimpicciolito ed è stata aggiunta un'ombra. In OS X Yosemite lo schermo bianco con il logo Apple grigio è stato sostituito con uno schermo nero con il logo Apple bianco e la ruota che gira è stata sostituita con una barra di progresso. Tuttavia, questo si applica solo ai Mac dal 2013 in poi, inclusi i MacBook Pro Retina del 2012, e richiede l'applicazione di un aggiornamento del firmware. Tutti i Mac precedenti utilizzano ancora il vecchio schermo. L'ombra sul logo Apple è stata rimossa in OS X El Capitan 10.11. Nei Mac del 2016 e successivi (escluso il MacBook di inizio 2016), il logo Apple appare immediatamente quando lo schermo si accende.
Il logo del Face ID, introdotto sull'iPhone X, era basato sull'Happy Mac.

## Schermata della bomba

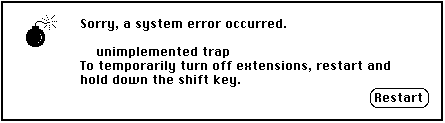
Avviso di errore del sistema Mac OS dell'era System 7. Erano uno spettacolo comune e gli utenti Mac dell'epoca spesso tenevano una graffetta nelle vicinanze per riavviare il computer poiché il pulsante di riavvio sullo schermo di solito non funzionava.

Con l'introduzione di Mac OS X, oltre all'icona lampeggiante della cartella di sistema, è stata aggiunta un'icona di divieto per indicare che è stata trovata una versione del sistema operativo errata. La schermata bomba nel classico sistema operativo Mac è stata sostituita con un kernel panic, che originariamente era di colore bianco ma è stato cambiato in nero in Mac OS X Panther.

## Sad Mac

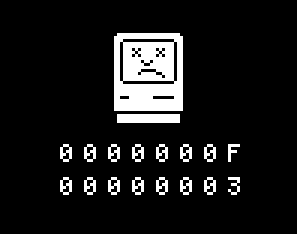
Il Death Mac, simile al Sad Mac ma con sfondo completamente nero. Il codice esadecimale indicava il problema hardware rilevato.

Il Sad Mac è un simbolo nei vecchi Mac (con la Old World ROM e non l'Open Firmware, che sono quelli precedenti all'USB integrato), a partire dal Macintosh 128K originale e terminando con gli ultimi modelli Power Macintosh basati su NuBus (inclusi i modelli 6100, 7100, 8100 di prima generazione, nonché PowerBook 5300 e 1400), per indicare un grave problema hardware o software che ne ha impedito il corretto avvio. Viene visualizzata l'icona assieme ad una serie di codici esadecimali che indicano il tipo di problema all'avvio. Codici diversi corrispondono a errori diversi. Questa è al posto della normale icona Happy Mac, che indica che i test hardware all'avvio hanno avuto esito positivo. Nei modelli 68k realizzati dopo il Macintosh II, vengono riprodotti i Chimes of death.
I modelli precedenti al Macintosh II si bloccano silenziosamente e visualizzano il Sad Mac, senza riprodurre alcun segnale acustico. I Mac PowerPC riproducono l'effetto sonoro di un incidente stradale e i computer dotati della scheda di aggiornamento PowerPC utilizzano il suono della fanfara in ottone a tre note (La, Mi naturale e Mi bemolle), seguito dal suono di un tamburo, come il Macintosh Performa 6200 e 6300.
Un Sad Mac può essere generato deliberatamente all'avvio premendo l'interruttore di interruzione (noto anche come tasto del programmatore) sui Mac che ne avevano uno installato o premendo i tasti Comando e Accensione subito dopo il segnale acustico di avvio. Su alcuni Macintosh come PowerBook 540c, se l'utente preme i tasti comando e accensione prima che venga visualizzata la schermata di avvio, verranno riprodotti i Chimes of death. I rintocchi vengono riprodotti molto più velocemente del normale e non viene visualizzato il Sad Mac.
I modelli di Power Macintosh e PowerBook con l'Old World ROM basati sull'architettura PCI non utilizzano l'icona Sad Mac e riproducono invece solo il suono di errore/incidente d'auto in caso di guasto hardware (come RAM mancante o difettosa, CPU inutilizzabile o errori simili).
Mac OS X Jaguar e versioni successive utilizzano invece il simbolo di divieto per indicare un errore hardware o software che rende il computer non avviabile.

### Sad iPod
Quando c'è un problema nell'hardware o nel firmware di un iPod viene mostrato il Sad iPod, molto simile al Sad Mac.

### Sad iPhone
Quando su un iPhone su cui sia stato effettuato il jailbreak si verifica un errore nel Mobile Substrate il telefono va in Safe Mode, riportando come sfondo della lockscreen un'immagine in stile Sad Mac disegnata da Geoff Stearns.

### Citazioni e riferimenti
Il Sad Mac viene citato nella fortunata serie televisiva "Sex and the City" nell'episodio 8 della quarta stagione, intitolato "Computer, orgasmi e funerali" (titolo originale "My Motherboard, My Self").
Nel browser Google Chrome appare come schermata di errore il Sad Tab Of Death, molto simile al Sad Mac ma che segnala errori riguardo alle pagine web invece dei software.

## Chimes of death
I Chimes of death sono l'equivalente Macintosh di un codice bip su un PC IBM compatibile. Su tutti i modelli Mac precedenti all'adozione di PCI e Open Firmware, i Chimes of death sono spesso accompagnati da un'icona Sad Mac al centro dello schermo. Maggiori informazioni sul Sad Mac sono riportate sopra.
Diverse serie di Macintosh hanno diversi Chimes of death. Il Macintosh II è il primo a utilizzare i Chimes of death, un forte e inquietante arpeggio maggiore ascendente, con rintocchi diversi su molti modelli. Il Macintosh Quadra, Centris, Performa (inclusi i 6200 e 6300, che erano anche modelli Power Macintosh, che si attivavano solo dopo che lo schermo si accende), LC e il Macintosh Classic II riproducono una versione generalmente più morbida e con tonalità più bassa dell'arpeggio maggiore verso l'alto, seguito da tre o quattro note, con leggera variazione a seconda del modello di Macintosh. PowerBook 5300, 190 e 1400 utilizzano la seconda metà dell'arpeggio di 8 note come nei modelli Quadra e Centris, o l'intero suono se l'errore si verifica prima che lo schermo si accenda. Il Macintosh Quadra 660AV e Centris 660AV utilizzano il suono di un singolo passaggio del loop campione "Digital Native Dance" di Roland D-50, mentre i modelli Power Macintosh basati su NuBus (inclusi 6100, 7100 e 8100) utilizzano il suono di un incidente d'auto. Le serie Power Macintosh e Performa 6200 e 6300, prima che lo schermo si accenda per questi modelli, insieme alla scheda di aggiornamento Power Macintosh, utilizzano una fanfara di ottoni a 3 note stranamente drammatica con un ritmo di tamburi e piatti; il primo riproduce invece l'arpeggio di 8 note quando lo schermo è acceso. I Power Mac PCI pre-G3, i Power Mac G3 beige, il G3 All-In-One e i PowerBook 2400, 3400 e G3 utilizzano tutti un suono di vetro che si rompe; questi modelli non visualizzano l'icona del Mac triste. Dall'introduzione dell'iMac nel 1998, i Chimes of death non vengono più utilizzati bensì una serie di toni per indicare errori hardware.